# Detelinara

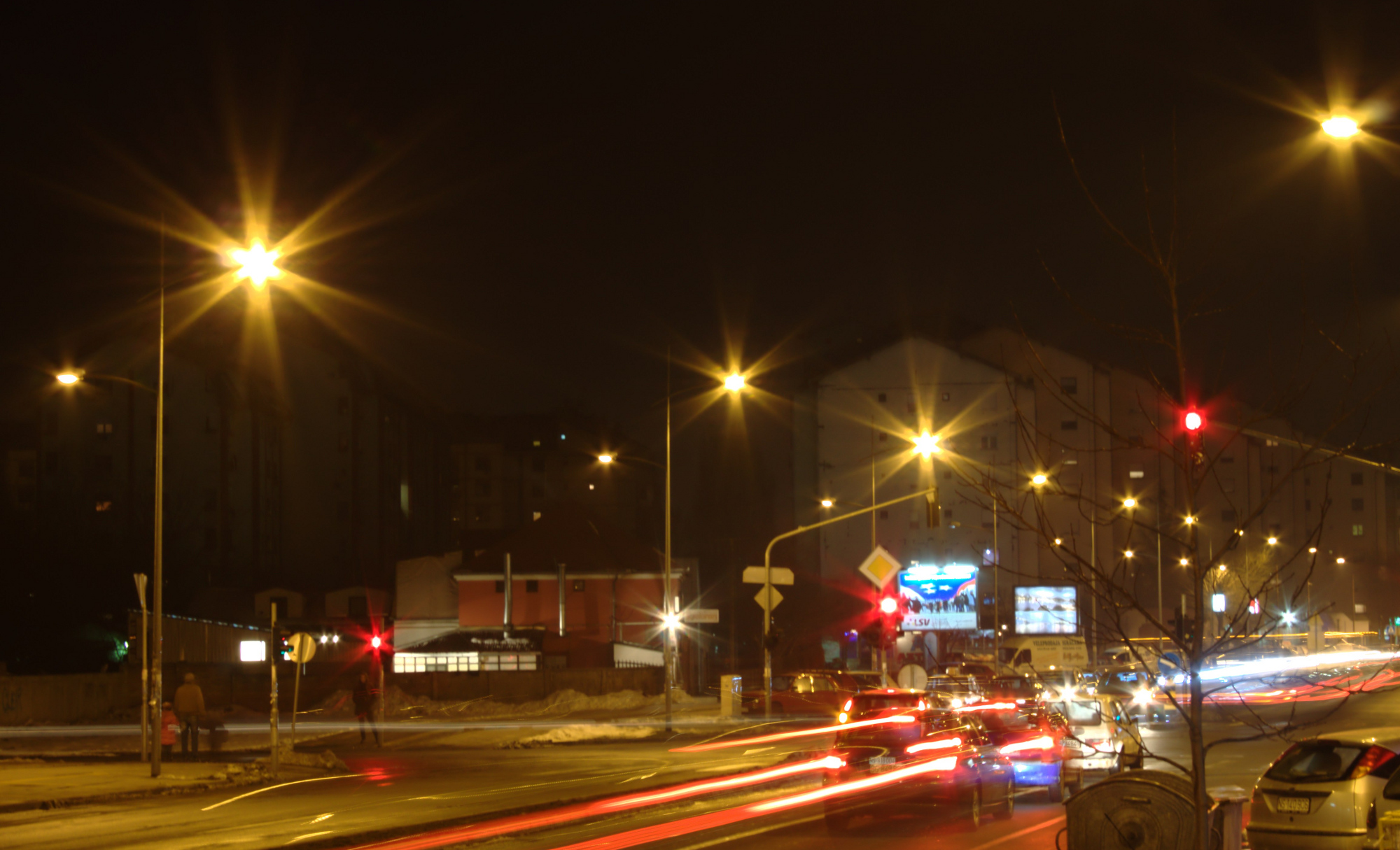
Detelinara v noci.

Detelinara (srbsky Детелинара) je název pro místní část (srbsky месна заједница) města Novi Sad, metropole autonomní oblasti Vojvodina. Nachází se v severozápadní části města. Západně od ní se nachází Novo Naselje a Jugovićevo, severně Avijatičarsko naselje, východně Banatić a průmyslové oblasti, jižně potom lokalita Sajmište okolo výstaviště.

## Název
Název pochází ze srbského slova detelina pro ctyřlístek a doslova označuje čtyřlístkové pole.

## Historie
V oblasti dnešní Staré Detelinary se nacházelo původně vojenské cvičiště. Zástavba zde vznikla v první polovině 20. století, a to nejprve v podobě nízkých domů (pozemky byly rozparcelovány v letech 1925 a 1927) a později i jako zástavba bloková. Ta se rozvíjela okolo ulice Rumenačka. Nízké venkovské domy se dochovaly jen v jedné malé oblasti tzv. staré Detelinary. V letech 1980 až 1989 byla jednou ze sedmi místních částí (než bylo uskutečněno současné členění města Novi Sad).